# 鮑至
鮑至（？—？），東海人。湘東王蕭繹的五佐正之一。随府在雍州，與庾肩吾、劉孝威、江伯搖、孔敬通、申子悅、徐防、徐摛、王囿、孔鑠等十人“抄撰眾籍，豐其果饌”，號為「高齋學士」。有詩作流傳於世。